# Le Phocéen
Le Phocéen est un média indépendant, en accès gratuit, traitant l'actualité de l'Olympique de Marseille de façon quotidienne. Créé en 1997 à Marseille, il s'agit d'un site web de presse en ligne qui propose deux fois par semaine des émissions-débats en direct mais aussi des éditos, des articles ou encore des interviews concernant l'actualité du club marseillais et son histoire.
Le site comptabilise en 2020 près de 25 millions de pages vues par mois.

## Histoire
OMnet, site web d’information sur l’Olympique de Marseille, est mis en ligne en 1997 par Nicolas Chabert, jeune étudiant marseillais. Il rencontre en 2004 Sébastien Volpe, professeur des écoles à La Ciotat, qui avait lancé son propre site ForeverOM quelques mois plus tôt. Ils décident, avec leurs frères respectifs Rémi Chabert et Maxence Volpe, de mettre en commun leurs compétences pour lancer OMnet.fr le 1er août 2004.
En 2006, pour éviter la confusion avec le site officiel de l'OM fondé en 1998 et sur demande du club, la rédaction opte temporairement pour OM365.net. Après quelques semaines de réflexion, le nom de Le Phocéen, qui appartenait à un autre site spécialisé sur le club phocéen mais fermé depuis plusieurs années, est finalement choisi. La SARL Le Phocéen est créée dans la foulée par les 4 passionnés rejoints par Pierre-Arnaud Bodet, informaticien.
En 2012, à la suite de tensions avec la direction de l'Olympique de Marseille dirigée à l'époque par Vincent Labrune, les journalistes du Phocéen ont été brièvement interdits d'accès aux conférences de presse.
La société Le Phocéen, dirigée par Sébastien Volpe, au capital social de 21 400 euros, possède le statut de société à responsabilité limitée. Elle emploie entre 10 et 16 salariés.

## Principaux programmes

### Avant-match, match et après-match
L'équipe du Phocéen propose à chaque rencontre de l'Olympique de Marseille un direct d'avant-match, un direct pendant le match ainsi qu'un direct d'après-match sur la chaîne Twitch du Phocéen.

### Les tops et les flops
Après chaque rencontre disputée par les joueurs de l'Olympique de Marseille, Romain Canuti passe en revue la performance des olympiens accompagné du présentateur et des invités choisis pour faire le debrief d'après match, en attribuant une note sur 10 aux joueurs les plus performants et les moins performants du match.

### LeTalk Show
L'équipe du Phocéen lance son premier talk show le 8 août 2010 après la saison qui a vu l'OM remporter le titre de champion de France. Les premières émissions sont diffusées sur le site et sur Dailymotion puis sont également retransmises sur La Chaîne Marseille jusqu'en 2014. L'émission, qui a lieu tous les lundis et jeudis en direct à 18h, propose un débat d'une heure sur différents thèmes ayant trait à l'actualité de l'Olympique de Marseille autour de 4 invités. L'un des animateurs et participants de l'émission, Romain Canuti, fait quelques apparitions dans l'émission After Foot sur RMC.

#### Animateurs
- Romain Haering, également commentateur des matchs de l'OM sur France Bleu Provence[8],[9]
- Romain Canuti, ancien journaliste à So Foot et 20 Minutes[10],[11],[12],[13],[14]
- Sébastien Volpe, propriétaire du site

#### Intervenants
Les deux tableaux ci-dessous énumèrent les intervenants les plus récurrents sur le plateau de l'émission du Talk Show.
| Membres du Phocéen                    | Supporters                     |
| ------------------------------------- | ------------------------------ |
| Sébastien Volpe (cofondateur du site) | Maxence Volpe (supporter)      |
| Romain Canuti (journaliste du site)   | Fabrice Céleschi (supporter)   |
| Romain Haering (journaliste du site)  | Bastien Cordoléani (supporter) |
| Slim Hanayen (journaliste du site)    | Vahagn Achotian (supporter)    |
| Loic Lachau (journaliste du site)     | Kévin Kribich (supporter)      |
|                                       | Christian Cataldo (supporter)  |
|                                       | Robin Lenoir (supporter)       |
|                                       | Najet Rami (supporter)         |
|                                       | Thierry Mode (supporter)       |
|                                       | Byllel Ben Khelifa (supporter) |
|                                       | Florent Benidriss (supporter)  |
|                                       | Antonin Portal (supporter)     |
|                                       | Pascal Chamassian (supporter)  |

| Journalistes                       | Autres                                |
| ---------------------------------- | ------------------------------------- |
| Michel Aliaga (journaliste)        | Kemmler (chanteur)                    |
| Idriss Kasmi (journaliste)         | Claude Medam (ancien arbitre)         |
| Matthias Manteghetti (journaliste) | Régis Rebuffat (ancien dirigeant)     |
| Constant Wicherek (journaliste)    | Karim Zéribi (homme politique)        |
| Florent Germain (journaliste)      | Arnaud Chabert (préparateur physique) |
| Stanislas Touchot (journaliste)    | Didier Camizuli (entraîneur)          |
| Xavier Condamine (journaliste)     | Bernard Rodriguez (entraîneur)        |
| Jean-François Pérès (journaliste)  | Yvan Le Mée (agent de joueurs)        |

### L'OM au café
Depuis février 2022, Le Phocéen présente l'émission L'OM au café du lundi au vendredi à 11 heures. Au fil des questions des internautes, l'émission balaye durant une petite heure l'actualité olympienne du jour en compagnie d'un des journalistes du site.

### Virage Marseille
Tous les lundis, Romain Canuti présente l'émission Virage Marseille sur BFM Marseille Provence en compagnie de Florent Germain et d'Eric Di Meco. Durant une trentaine de minutes, les trois intervenants reviennent principalement sur l'actualité de l'Olympique de Marseille.

### LeSalon des légendes
Romain Canuti et Marjorie Fabre animent deux fois par mois l'émission Le Salon des légendes qui met à l'honneur d'anciennes gloires de l'Olympique de Marseille.

### LaTalk Academy
En 2017, Le Phocéen organise la saison 1 de la Talk Academy, une émission de débats portant sur différents thèmes reliés à l’Olympique de Marseille,. L’objectif de cette compétition est de déterminer un vainqueur qui deviendra le nouveau consultant du Phocéen et participera régulièrement aux émissions-débats. Le vainqueur de la saison 1 est Kevin Kribich tandis que le gagnant de la saison 2 est Robin Lenoir.

### LeMercaTalk
Durant la trêve estivale, l'équipe du Phocéen revient chaque semaine sur les rumeurs de transferts concernant les arrivées et les départs potentiels concernant l'Olympique de Marseille.

### Le Phocéen Mag
Depuis mars 2019, la rédaction du Phocéen édite un magazine électronique à parution mensuelle entièrement gratuit à destination de tous les suiveurs de l'Olympique de Marseille.

## Anciens programmes

### Travail de l'OMbre
Après chaque rencontre de l'OM, Kevin Beuzet proposait un décryptage tactique du dernier match disputé par les joueurs de l'Olympique de Marseille. L'émission se termine à la fin de la saison 2019-2020.

### La minute de René
De 2012 à 2021, le site donnait la parole aux supporters à travers une chronique vidéo dénommée La minute de René au cours de laquelle, René Malleville, supporter de l'Olympique de Marseille, débriefait la dernière rencontre disputée par le club marseillais. Chacune de ses vidéos attiraient l'attention de près de 150 000 internautes.

### Morning Foot
En 2021, tous les lundis, Stéphane Brenguier et Romain Canuti revenaient sur l'actualité footballistique du week-end.

### Le Phocéen International
Durant la période du Covid-19, de 2020 à 2021, chaque dimanche, Le Phocéen donnait la parole aux supporters de l'OM exilés aux quatre coins du globe. L'occasion pour les supporters marseillais de donner leur ressenti sur l'actualité olympienne.

## Phocéen d'or
Depuis 2010, au terme de chaque saison, la rédaction du Phocéen décerne le trophée du Phocéen d'or récompensant le meilleur joueur olympien de la saison à l'issue d'un vote regroupant les clubs de supporters de l'OM, les médias locaux et les lecteurs du Phocéen.
- 2010-2011 :  André Ayew
- 2011-2012 :  Nicolas Nkoulou
- 2012-2013 :  Mathieu Valbuena
- 2013-2014 :  André-Pierre Gignac
- 2014-2015 :  Dimitri Payet
- 2015-2016 :  Steve Mandanda
- 2016-2017 :  Florian Thauvin
- 2017-2018 :  Florian Thauvin
- 2018-2019 :  Lucas Ocampos
- 2019-2020 :  Steve Mandanda
- 2020-2021 :  Boubacar Kamara
- 2021-2022 :  Dimitri Payet
- 2022-2023 :  Alexis Sánchez
- 2023-2024 :  Pierre-Emerick Aubameyang
- 2024-2025 :  Adrien Rabiot

## Phocéen de la décennie
En 2020, le site a lancé un sondage pour élire le "Phocéen de la décennie". En quart de finale de ce sondage à allure de tournoi, c'est Dimitri Payet qui a recueilli le plus de votes aux dépens de son ex-coéquipier Mathieu Valbuena. Ce dernier a exprimé son désaccord. C'est finalement Steve Mandanda qui a été élu "Phocéen de la décennie".